# Санрику
Санрику (三陸海岸, санрику-кайган) — прибрежный регион в Японии, на северо-востоке острова Хонсю.

## Название
Название региона Санрику переводится буквально как «три Рику», так как во времена периода Мэйдзи (к моменту создания административной системы префектур в Японии) он состоял из трёх провинций — Рикусю, Рикутю и Рикудзэн.

## География
Санрику простирается вдоль побережья Тихого океана на расстояние 600 км от общины Хатинохе в префектуре Аомори на севере и до полуострова Осика в префектуре Мияги на юге. Северная его часть представляет нагромождение скал и утёсов, на юге же лежат преимущественно узкие, извилистые бухты. На побережье расположены три префектуры: Аомори, Иватэ и Мияги.
В течение многих сотен лет побережье Санрику — в особенности его южная часть — подвержена опасности сильных землетрясений и вызываемых ими ударов цунами. Это связано с двумя причинами:
1. Санрику лежит в непосредственной близости от находящейся здесь зоны субдукции Тихоокеанской плиты, что является причиной частых землетрясений, вызывающих, в свою очередь, гигантские цунами. Следует назвать из наиболее мощных Землетрясение и цунами Дзёган-Санрику (869), Землетрясение и цунами Кейсё-Санрику (1611), Землетрясение и цунами Мэйдзи Санрику (1896) и землетрясение Тохоку (2011).
2. Особо тяжелые последствия при цунами также связаны с особенностями прибрежного рельефа в южной части Санрику. Изрезанный бухтами ландшафт при ударах волн вызывает их рефракцию, что повышает высоту и многократно усиливает разрушительную силу цунами.

На территориях префектур Мияги и Ивате находится национальный парк Рикусю-Кайган, в южной части Санрику расположен национальный парк Минамисанрику-Кинказан.

## Рыболовство
Перед побережьем Санрику в Тихом океане встречаются идущее с севера холодное Курильское течение и с востока — тёплое Куросио. Благодаря этому уникальному природному феномену находящиеся у побережья Санрику воды входят в число трёх наиболее богатых промысловой рыбой регионов в мире.